# Municipio de Hanover (condado de Jackson)
El municipio de Hanover (en inglés: Hanover Township) es un municipio ubicado en el condado de Jackson en el estado estadounidense de Míchigan. En el año 2010 tenía una población de 3695 habitantes y una densidad poblacional de 39,88 personas por km².

## Geografía
El municipio de Hanover se encuentra ubicado en las coordenadas 42°7′22″N 84°31′39″O / 42.12278, -84.52750. Según la Oficina del Censo de los Estados Unidos, el municipio tiene una superficie total de 92.66 km², de la cual 90.24 km² corresponden a tierra firme y (2.61%) 2.42 km² es agua.

## Demografía
Según el censo de 2010, había 3695 personas residiendo en el municipio de Hanover. La densidad de población era de 39,88 hab./km². De los 3695 habitantes, el municipio de Hanover estaba compuesto por el 97.62% blancos, el 0.3% eran afroamericanos, el 0.11% eran amerindios, el 0.43% eran asiáticos, el 0.05% eran isleños del Pacífico, el 0.32% eran de otras razas y el 1.16% pertenecían a dos o más razas. Del total de la población el 1.46% eran hispanos o latinos de cualquier raza.